# Selatosomus cruciatus
Espèce
Selatosomus cruciatus est une espèce de coléoptères de la famille des élatéridés du genre Selatosomus définie par Carl von Linné dans son Systema naturae (cruce nigra margineque nigro) sous le nom d'Elater cruciatus. Elle est reconnaissable par sa croix noire sur les élytres à laquelle elle doit son nom.  Cette espèce se rencontre dans les forêts de feuillus européennes, surtout d'Europe centrale, du nord et de l'est de l'Europe, ainsi qu'en Sibérie. Elle est rare à partir de l'Allemagne occidentale, mais on peut la trouver en France.

## Description
Ce coléoptère mesure entre 9 et 15 millimètres de longueur. Ses élytres sont d'un jaune brunâtre avec une croix noire au milieu. Son pronotum est noir avec deux bandes longitudinales d'un brun rougeâtre sur les bords. Il est actif de mai à début septembre.

## Écologie
La larve, appelée « ver fil de fer » se trouve dans des sols humides et sableux où elle se nourrit des racines d'Equisetum et d'autres plantes semblables. Les imagos se rencontrent sur les chênes et les hêtres, et se nourrissent de feuilles de hêtre, de peuplier, ainsi que de tremble, de charme et de coudrier.